# 1893 Jakoba
1893 Jakoba è un asteroide della fascia principale. Scoperto nel 1971, presenta un'orbita caratterizzata da un semiasse maggiore pari a 2,7081837 UA e da un'eccentricità di 0,0520373, inclinata di 10,03515° rispetto all'eclittica.